# Verbascum spathulisepalum
Verbascum spathulisepalum är en flenörtsväxtart som beskrevs av Werner Rodolfo Greuter och K.H Rechinger. Verbascum spathulisepalum ingår i släktet kungsljus, och familjen flenörtsväxter. Inga underarter finns listade i Catalogue of Life.